# Liste der EU-Vogelschutzgebiete in Berlin
Die Liste der EU-Vogelschutzgebiete in Berlin zeigt die Europäischen Vogelschutzgebiete (englisch Special Protection Area, SPA) in der deutschen Stadt Berlin. Sie sind Bestandteil des europäischen Schutzgebietsnetzes Natura 2000.
Teilweise überschneiden sie sich mit bestehenden FFH-, Natur- und Landschaftsschutzgebieten.

## Liste
| Name des Gebietes         | Bild           | Landesinterne Kennung | EU-Gebietsnummer | WDPA      | Fläche in Hektar | Standort | Arten | Beschreibung |
| ------------------------- | -------------- | --------------------- | ---------------- | --------- | ---------------- | -------- | --- | ------------ |
| Westlicher Düppeler Forst | weitere Bilder | SPA-01                | 3544-306         | 555537446 | 944,04           | Position | Alcedo atthis, Dendrocopos medius, Dryocopus martius, Ficedula parva, Haliaeetus albicilla, Lanius collurio, Lullula arborea, Milvus migrans, Milvus milvus, Pernis apivorus, Sylvia nisoria Zugvögel: Acrocephalus arundinaceus                                        | Gebietsdaten |
| Grunewald                 | weitere Bilder | SPA-02                | 3545-341         | 555537447 | 1.510,4          | Position | Alcedo atthis, Dendrocopos medius, Dryocopus martius, Ficedula parva, Grus grus, Lanius collurio, Lullula arborea, Pernis apivorus | Gebietsdaten |
| Spandauer Forst           | weitere Bilder | SPA-03                | 3445-301         | 555537434 | 1.347,32         | Position | Alcedo atthis, Circus aeruginosus, Crex crex, Dendrocopos medius, Dryocopus martius, Ficedula parva, Grus grus, Lanius collurio, Lullula arborea, Pernis apivorus, Sylvia nisoria Zugvögel: Acrocephalus arundinaceus, Oriolus oriolus                                  | Gebietsdaten |
| Tegeler Fließtal          | weitere Bilder | SPA-04                | 3346-301         | 555579325 | 377,36           | Position | Alcedo atthis, Circus aeruginosus, Crex crex, Dendrocopos medius, Dryocopus martius, Grus grus, Lanius collurio, Lullula arborea, Milvus migrans, Pernis apivorus, Sylvia nisoria Zugvögel: Dendrocopos minor, Locustella fluviatilis, Motacilla flava, Oriolus oriolus | Gebietsdaten |
| Müggelspree               | weitere Bilder | SPA-05                | 3548-341         | 555537448 | 800,24           | Position | Alcedo atthis, Chlidonias niger, Circus aeruginosus, Crex crex, Dryocopus martius, Ficedula parva, Grus grus, Haliaeetus albicilla, Lanius collurio, Lullula arborea, Milvus migrans, Milvus milvus, Pernis apivorus, Sylvia nisoria Zugvögel: Acrocephalus scirpaceus  | Gebietsdaten |